# Nagy Ernő (gyáriparos)
Nagy Ernő (Szeged, 1918. december 11. – Budapest, 2005. május 13.) kisiparos, lap – és könyvkiadó.

## Életútja
Nagy Dezső színész és Rosenfeld Sarolta fia. Szülei korán elhunytak, Brassóban nevelkedett mint árva gyermek. Erdélyben végezte tanulmányait, valamint kitanulta a vasesztergályos szakmát is. 1938-ban a Szociáldemokrata Párt tagja lett. 1940-ben Bukarestből Budapestre költözött, az Orion gyárban helyezkedett el mint kutató. 1945-től Fejér megye párttitkára volt 1947-ig, részt vett a földosztó bizottság munkájában. Nagy Imre akkori földművelésügyi miniszter nevezte ki miniszteri biztossá. Ezután Székesfehérvárott megnyitotta kisüzemét, melyet 1949-ben államosítottak. 1953-tól már vérnyomásmérők gyártásával foglalkozott. Ugyanebben az évben a vasmunkások megválasztották országos szakszervezeti titkárnak. Az 1956-os forradalom idején elnöke volt a kisiparosok forradalmi bizottságának, fegyvert ugyan nem vett a kezébe, de részt vett a szervezkedésben és agitációban. 1956. november 19-én feleségével és négy gyermekével együtt elhagyta Magyarországot.
Besançonban kapott állást a helyi óragyárban. Elkészítette az első robotkart Európában, melyet az 1959-es genfi világkiállításon bemutatott. 1959-ben a franciaországi Giromagny-ban megnyitotta gázturbina alkatrészeket gyártó üzemét, melyet saját maga tervezett. Az 1980-as évek elején nyomdát alapított Szikra Lapnyomda néven. 1986–89-ben kiadta az Irodalmi Újságot. Összegyűjtötte és 1984-ben kiadta az 1956-os forradalom sajtóját, melynek anyagát már az 1970-es évek végétől kezdődően gyűjtötte. Számos franciaországi magyar kezdeményezés elindítója és támogatója. Az ő közbenjárására valósult meg Méray Tibor és Fejtő Ferenc terve: a párizsi Père-Lachaise temetőben avatták fel 1988. június 16-án a világ első Nagy Imre-emlékművét, melyet teljes egészen Nagy Ernő készített el. A későbbiekben több Nagy Imrét ábrázoló szobrot is készített Giromagny-ban működő gyárában, valamint Mindszenty József bíboros bécsi emlékműve is az ő munkája.
Az 1990-es évek elején hazaköltözött Magyarországra. Haláláig volt a Történelmi Szociáldemokrata Párt tiszteletbeli elnöke. Az 1956-os szabadságharc emlékének megőrzésén dolgozott. Utolsó kívánsága volt, hogy a Szociáldemokrata Párt vezetője, Kéthly Anna mellett lelhessen végső nyugalomra, akinek hamvait szintén ő hozatta haza Brüsszelből. Kívánsága teljesült, sírja az Új köztemető 300-as parcellájában található.

## Műve
- 1956 A forradalom sajtója (Giromagny 1983, 1984, 1986, Budapest 1989)